# Toussaint Nicolay
 (janvier 2016).
Si vous disposez d'ouvrages ou d'articles de référence ou si vous connaissez des sites web de qualité traitant du thème abordé ici, merci de compléter l'article en donnant les références utiles à sa vérifiabilité et en les liant à la section « Notes et références ».
Toussaint Nicolay est un footballeur belge, né à Bressoux le 13 juillet 1932. Il était gardien de but.

## Biographie
Toussaint Nicolay est le deuxième de la fratrie à jouer au Standard de Liège, après son frère aîné, l'attaquant Adolphe, et avant son plus jeune frère, le gardien Jean.
Il débute dans les cages du Standard, en championnat de Belgique, alors âgé de 19 ans. Mais, il perdra sa place de titulaire en 1958, après avoir été remplacé par son frère Jean lors d’un match de Coupe d'Europe des Clubs Champions face aux écossais d'Heart of Midlothian. 
Il porte les couleurs des Rouches durant 169 rencontres officielles. Il remporte la Coupe de Belgique en 1954 et le titre de champion de Belgique en 1958.
Il part ensuite à l'UR Namur, où il terminera sa carrière en 1965.

## Palmarès
- Champion de Belgique en 1958 avec le Standard de Liège
- Vainqueur de la Coupe de Belgique en 1954 avec le Standard de Liège